# باول ليني
باول ليني (بالألمانية: Paul Leni)‏ (8 يوليو 1885 – 2 سبتمبر 1929) هو مخرج أفلام ومصمم إنتاج ألماني.، توفي في هوليوود، عن عمر يناهز 44 عاماً، بسبب إنتان.

## وصلات خارجية
- باول ليني على موقع IMDb (الإنجليزية)
- باول ليني على موقع ألو سيني (الفرنسية)
- باول ليني على موقع تيرنر كلاسيك موفيز (الإنجليزية)
- باول ليني على موقع أول موفي (الإنجليزية)
- باول ليني على موقع قاعدة بيانات الأفلام السويدية (السويدية)
- باول ليني على موقع قاعدة بيانات الفيلم (الإنجليزية)
- باول ليني على موقع كينوبويسك (الروسية)